# Chippa United FC
Chippa United Football Club w skrócie Chippa United FC – południowoafrykański klub piłkarski grający w południowoafrykańskiej pierwszej lidze, mający siedzibę w mieście Gqeberha.

## Sukcesy
- National First Division[1]:
  - mistrzostwo (1): 2013/2014

## Stadion
Domowe mecze klub rozgrywa na stadionie o nazwie Nelson Mandela Bay Stadium w Port Elizabeth. Stadion może pomieścić 48459 widzów.

## Reprezentanci kraju grający w klubie
Stan na styczeń 2023.
| - Cole Alexander - Phumelele Bhengu - Brent Carelse - Lerato Chabangu - Ruben Cloete - Jemondre Dickens - Ruzaigh Gamildien - Rudiger Gilbert - Sifiso Hlanti - Daine Klate - Ayabulela Konqobe - Stanton Lewis - Thembinkosi Lorch - Abel Mabaso - Mbulelo Mabizela - Phakamani Mahlambi - Paseka Mako - Tercious Malepe - Edward Manqele - Oupa Manyisa - Lehlogonolo Masalesa - Mzikayise Mashaba - Katlego Mashego - Menzi Masuku - Azola Matrose - Asavela Mbekile - Zuko Mdunyelwa - Luvuyo Memela - Brighton Mhlongo - Siphesihle Mkhize - Onassis Linda Mntambo - Nyiko Mobbie - Thato Mokeke - Veli Mothwa - Kelvin Moyo - Sandile Mthethwa - Bongani Ndulula - Petrus Ngebo - Isaac Nhlapo - Thabo Nthethe - Roscoe Pietersen - Luvuyo Phewa - Wilko Risser | - Thamsanqa Sangweni - Sammy Seabi - Moeketsi Sekola - Gladwin Shitolo - Jabulani Shongwe - Diamond Thopola - Miguel Timm - William Twala - Mark van Heerden - Siyabonga Zulu - Thatayaone Kgamanyane - Mwampole Masule - Mogakolodi Ngele - Kabelo Seakanyeng - Aristide Bancé - Saïdou Panandétiguiri - Frédéric Nsabiyumva - Fatau Dauda - Bangali Keïta - Patrick Tignyemb - Tsoarelo Beleng - Anthony Laffor - Luís Miquissone - Riaan Hanamub - Lubeni Haukongo - Elmo Kambindu - Lloyd Kazapua - Theophilus Tsowaseb - Kassaly Daouda - Losseny Doumbia - Sadou Idrissa - Daniel Akpeyi - Stanley Nwabali - James Okuwosa - Ugonna Uzochukwu - Abdi Banda - Ismail Watenga - Donashano Malama - Erick Chipeta - Benjani Mwaruwari - Ronald Pfumbidzai |